# Mukono (district)
Le district de Mukono est un district du sud de l'Ouganda, au bord du Lac Victoria. Sa capitale est Mukono.

## Histoire
En 2000, le district a été amputé de sa partie nord le long du Nil Blanc, devenue le district de Kayunga et en 2009 de sa partie orientale, devenue le district de Buikwe.